# 阿梅利娅罗德里格斯
阿梅利娅罗德里格斯是巴西巴伊亚州的一个市镇。总面积124.08平方公里，总人口21783人，人口密度175.6人/平方公里。